# Géographie de la Calabre

Altimétrie du Calabre

La Calabre forme une petite péninsule distincte de la grande péninsule d'Italie. Elle est considérée l' « orteil » de la « botte » italienne. C'est une région essentiellement montagneuse entre la mer Tyrrhénienne et la mer Ionienne.

## Reliefs
| \| Pollino Orsomarso Catena Costiera Sila Serre Reventino Sainte-Euphémie Sibari Gioia Tauro Poro Aspromonte Mer Tyrrhénienne Mer Ionienne Îles Éoliennes \| Carte topographique de la Calabre |
| Pollino Orsomarso Catena Costiera Sila Serre Reventino Sainte-Euphémie Sibari Gioia Tauro Poro Aspromonte Mer Tyrrhénienne Mer Ionienne Îles Éoliennes                                         |

La Calabre est divisée en cinq provinces : Catanzaro, Cosenza, Crotone, Reggio de Calabre, Vibo Valentia.
La Calabre a un territoire montagneux correspondant à 41,8% de la superficie. De grandes zones montagneuses sont situées au nord avec le versant sud du massif du Pollino à la frontière avec la Basilicate. Au nord-ouest, au sud de la plaine de Campotenese, la montée des Monts d'Orsomarso et au sud du Passo dello Scalone se trouve la Catena Costiera (chaîne côtière) qui s'étend entre la côte tyrrhénienne et les profondes vallées des rivières Crati et Savuto qui séparent du plateau de la Sila. Au centre-nord, le Sila, un vaste plateau de forêts de conifères et de feuillus qui s'étend au sud jusqu'à l'isthme de Catanzaro.
Sous l'isthme de Catanzaro, le Serres calabraises, parmi lesquelles se distinguent les Vibonese qui suivent un double alignement montagneux jusqu'à ce qu'elles rejoignent directement l'Aspromonte. Le plus haut sommet de la Serre, le Monte Pecoraro , atteint 1 420 m. Entre les plaines de Sainte-Euphémie et de Gioia Tauro se dresse le groupe du mont Poro (710 m) dans la zone sud de la province de Vibo Valentia. Au sud, enfin, se dresse l'Aspromonte, dont le plus haut sommet le Montalto ou Monte Cocuzza, culmine à 1 955 m.
La Calabre est séparée de la Sicile par le détroit de Messine.
Situé à la pointe de la botte italienne, la Calabre possèdent de nombreux golfes calabrais :
- le golfe de Corigliano qui fait partie du plus large golfe de Tarente ;
- le golfe de Gioia Tauro, situé sur la côte tyrrhénienne.
- le golfe de Policastro, sur la côte tyrrhénienne, comprenant également la Campanie et la Basilicate ;
- le golfe de Sainte-Euphémie, situé sur la côte tyrrhénienne ;
- le golfe de Squillace, situé sur la côte ionienne.

La Calabre possède deux îles, toutes deux situées le long de la Riviera dei Cedri, sur la côte tyrrhénienne :
- l'île de Dino, appartenant à la municipalité de Praia a Mare ;
- l'île de Cirella, appartenant à la municipalité de Diamante.

Ensuite, il y a l'îlot Le Castella, sur la côte ionienne de Crotone, relié à la plage par une bande de terre. Parmi les autres îlots, il y a le Scoglio Incudine et le Scoglio Cervaro dans le Cosentino Ionien supérieur, le "Scorzone Rock" de San Nicola Arcella, le "Scoglio dell'Ulivo" à Palmi, les "Scogli di Isca" à Amantea, ainsi que des rochers d'une rare beauté dans la région de Capo Vaticano.